# Kojote

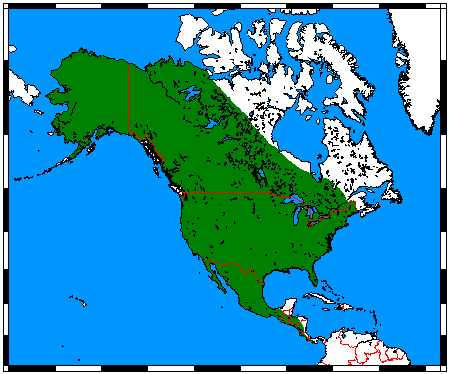
Verbreitungskarte – Grün eingezeichnet sind die Regionen, in denen der Kojote heute vorkommt.

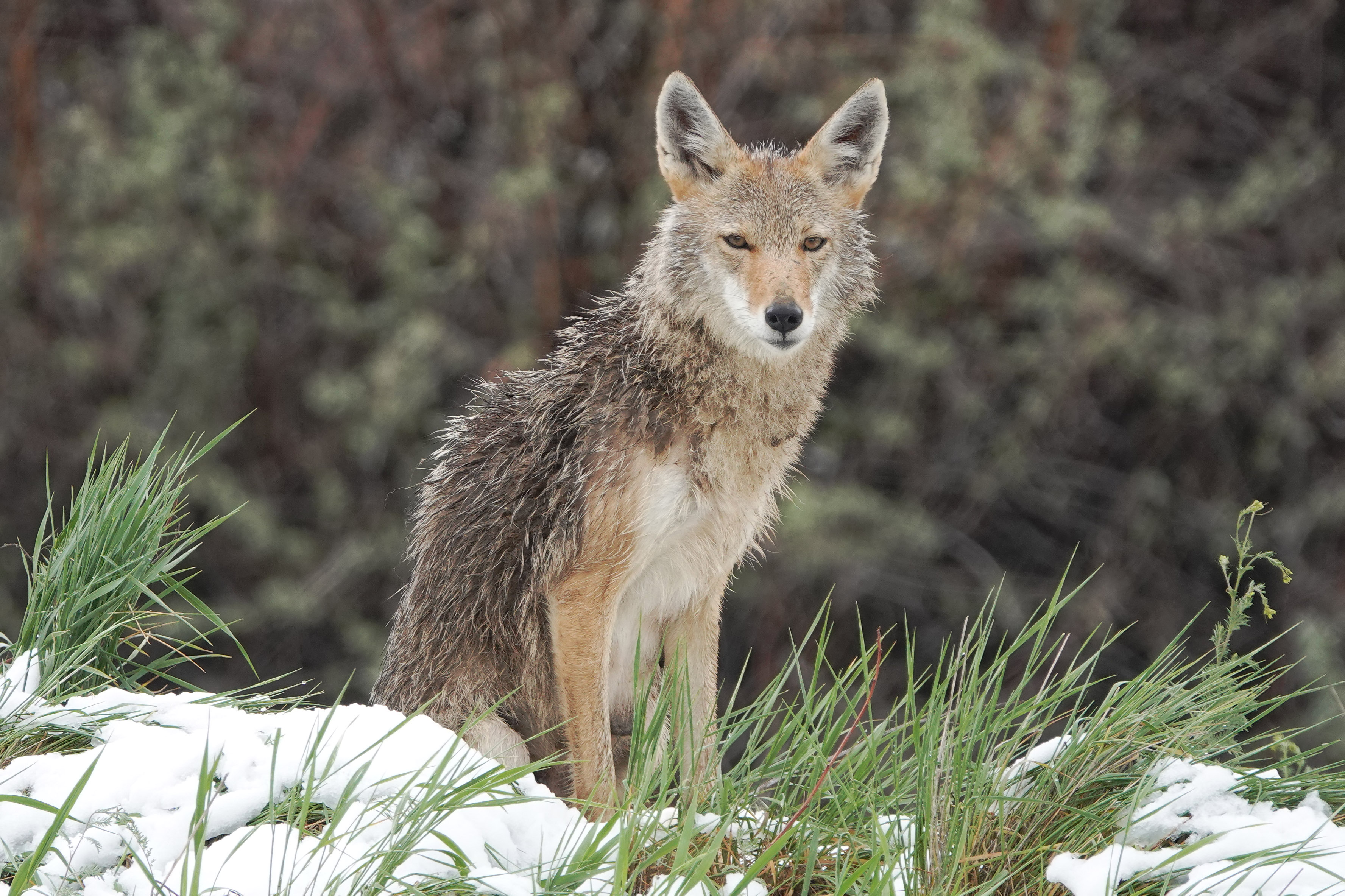
Kojote in Colorado

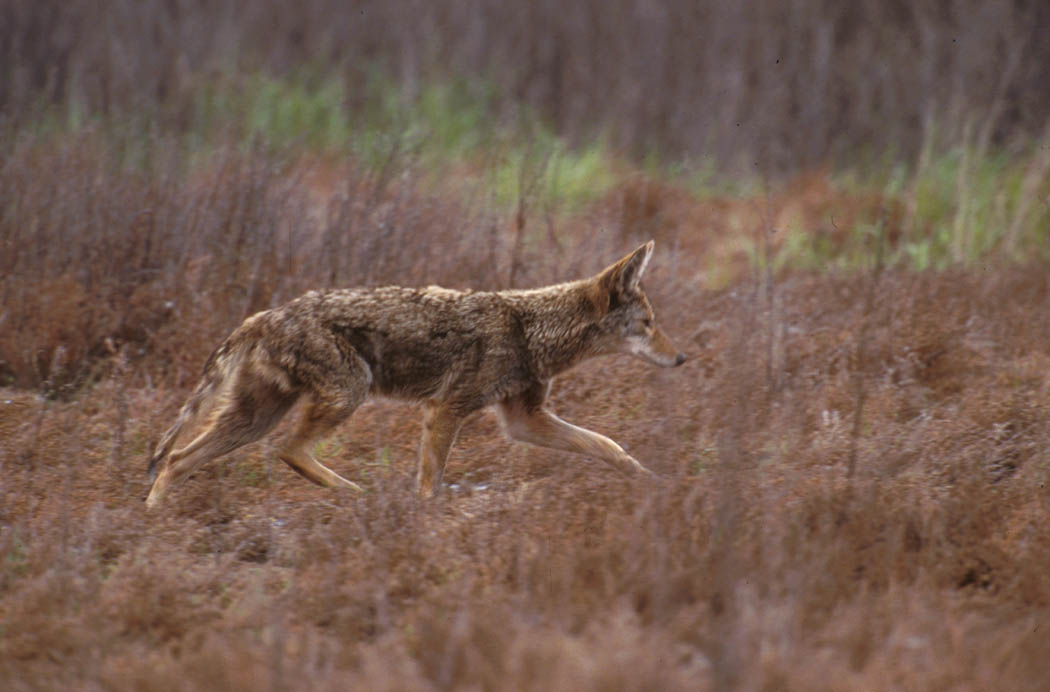
Laufender Kojote

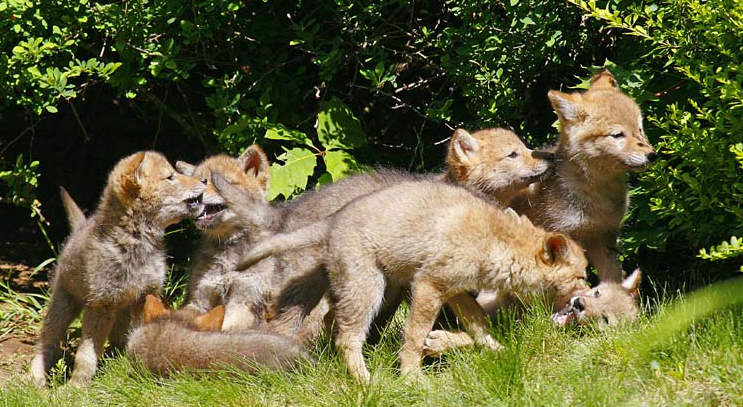
Sieben Kojoten-Welpen

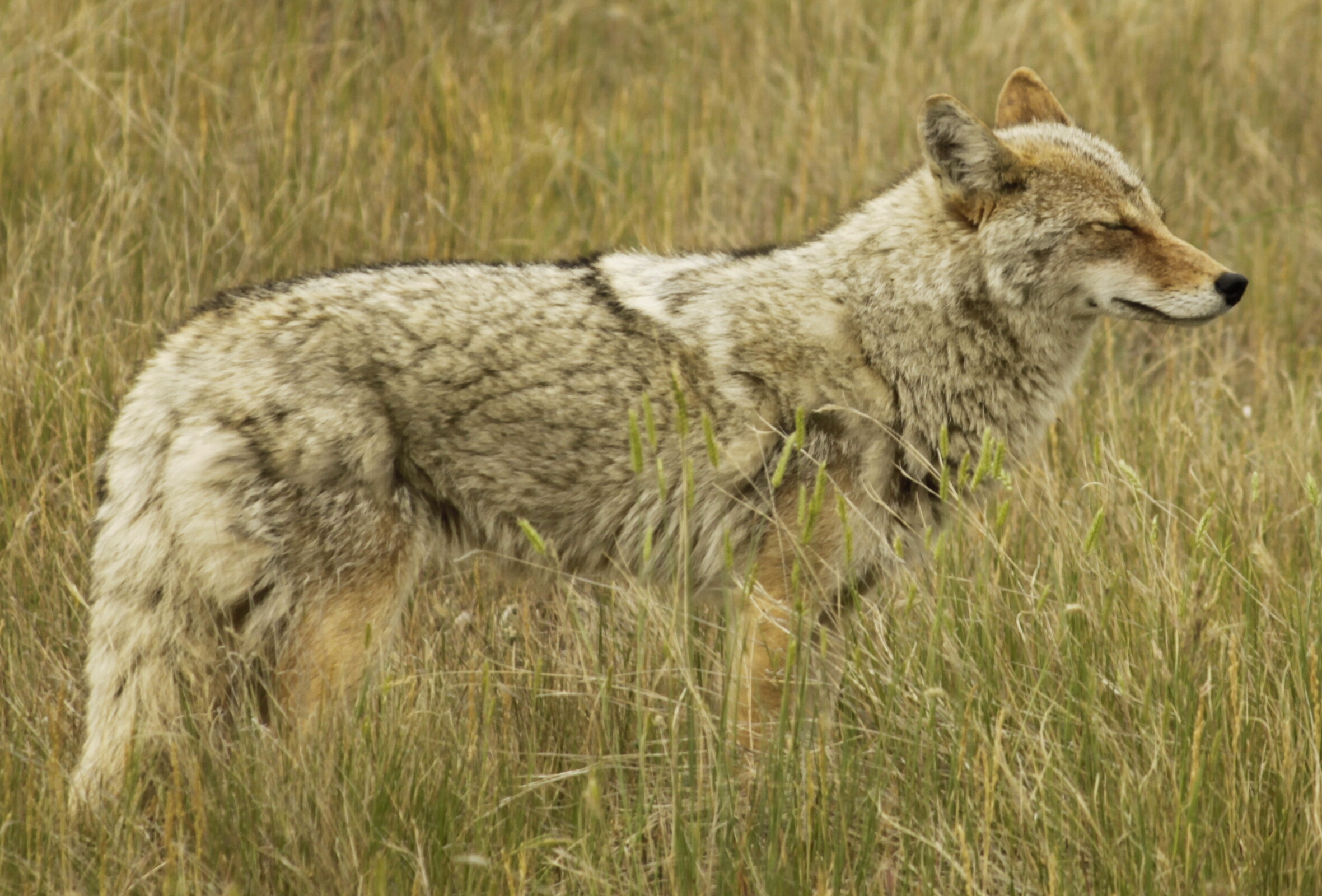
Kojote in Nordkanada

Der Kojote (Canis latrans, Coyote; von aztek. coyōtl), auch bekannt als nordamerikanischer Präriewolf oder Steppenwolf, gehört zur Familie der Hunde (Canidae) und sieht einem kleineren Wolf ähnlich. Das Verbreitungsgebiet dieser Art erstreckt sich heute von Zentralamerika bis in die nördlichen Regionen Kanadas und Alaskas. Ursprünglich war das Verbreitungsgebiet auf die Prärieregionen und das Buschland im Westen und Mittleren Westen Nordamerikas begrenzt.
Durch den Rückgang des Wolfsbestandes und die Veränderungen des Lebensraums in Folge der sich ausbreitenden Besiedelung Nordamerikas hat der Kojote sich jedoch neuen Lebensraum erobern können. Während der letzten Jahrzehnte hat er die gesamte westliche Hälfte Nordamerikas besiedelt. Als anpassungsfähiger Kulturfolger ist diese Art mittlerweile auch in Stadtgebieten anzutreffen.

## Merkmale
Der Kojote erreicht eine Gesamtlänge von 110 cm. Die Schulterhöhe beträgt 50 cm. Das Gewicht liegt im Schnitt bei 14 kg und kann zwischen 9 und 22 kg liegen. Seine Fellfarbe (siehe auch Kojotenfell) variiert geographisch. Kojoten in höheren Gebieten haben dunkleres Fell als die, die in Wüsten leben und beige oder grau sind. Kehle und Brust sind weiß. Albinos sind sehr selten. Die Haare der nördlichen Unterarten sind länger als die der südlichen.
Vom Wolf ist er durch seine deutlich geringere Größe zu unterscheiden, wobei er auch magerer erscheint. Außerdem hat er eine schmalere, im Verhältnis zum Körper längere Schnauze, größere Ohren und kürzere Beine als sein großer Verwandter. Er weist weniger Farbvarianten als der Wolf auf.
Typisch für den Kojoten ist der große, buschige Schwanz, den er meist tief am Boden hält.

## Lebensraum
Kojoten bewohnen den nordamerikanischen Kontinent vom subpolaren Norden Kanadas und Alaskas über die gesamten USA und Mexiko bis nach Panama. Sie haben sich einer Vielzahl von Habitaten angepasst und können in dichten Wäldern ebenso leben wie in der Prärie. Sie breiteten sich erst nach der Ankunft der Siedler aus, davor waren sie nur in der Prärie vorhanden. Wegen der Ausrottung der Wölfe konnten sie deren Lebensraum übernehmen. Es besteht die Sorge, dass der Kojote sich weiter nach Südamerika verbreiten könnte.

## Lebensweise und Ernährung
Der Kojote hat ein weniger ausgeprägtes und festgelegtes Sozialverhalten als der Wolf. Abhängig von seinem jeweiligen Lebensraum jagt er entweder alleine oder in kleinen Gruppen.
Kojoten haben den Ruf, Aasfresser zu sein. Obwohl sie tatsächlich auch von Aas leben, erjagen sie den Großteil ihrer Nahrung selbst. Mäuse und Hasen stellen etwa 90 Prozent der Beutetiere, viel seltener werden Vögel, Schlangen, Füchse, Opossums und Waschbären gefressen, daneben auch Jungtiere größerer Säugetierarten. Ausgewachsene Hirsche können, wenn sie krank oder alt sind, von einem Rudel Kojoten erlegt werden; sie können sogar Bärenjunge reißen. Im Osten Nordamerikas, wo Kojoten generell größer sind als ihre westlichen Artgenossen, gibt es einzelne Populationen, die sich zunehmend auf Arten wie den Weißwedelhirsch spezialisieren. Sie profitieren dabei davon, dass der Bestand des Weißwedelhirschs in den letzten Jahrzehnten stark angestiegen ist. Der Kojote frisst auch pflanzliche Nahrung als Beikost, zum Beispiel Früchte und Beeren. Im Death Valley fressen sie im Frühling große Mengen an Käfern und Raupen. Sie erlegen Klapperschlangen, indem sie sie an den Köpfen packen und dann schütteln.
Kojoten wurden wiederholt dabei beobachtet, wie sie gemeinsam mit Silberdachsen jagen. Diese Form der lockeren Jagdkooperation beruht auf dem unterschiedlichen Beutesuchverhalten beider Arten: Während Kojoten Beutetiere wie Erdhörnchen oberirdisch verfolgen, graben Dachse nach ihnen in ihren unterirdischen Bauen. Durch das gleichzeitige Vorgehen beider Tiere erhöht sich die Wahrscheinlichkeit, dass das Beutetier bei der Flucht entweder dem Kojoten an der Oberfläche oder dem Dachs im Bau begegnet. Für Kojoten ist diese Zusammenarbeit nachweislich vorteilhaft, da ihr Jagderfolg dadurch deutlich steigt. Sie profitieren davon, dass Dachse Beutetiere aufschrecken oder aus dem Bau treiben. Ob auch die Dachse in gleichem Maße profitieren, ist wissenschaftlich noch nicht abschließend geklärt. Die Interaktion gilt als Beispiel für eine lose, opportunistische Form der Kooperation zwischen zwei räuberischen Arten.
Zum Konflikt mit dem Menschen kommt es unter anderem, weil sie auch Haustiere töten. Schafe gehören durchaus in ihr Beutespektrum. In der Nähe von Wohngebieten gehen Kojoten zunehmend an die Abfalltonnen und suchen dort nach Fressbarem. Sie fressen aber auch herumstreunende Hauskatzen und kleinere Hunde. In städtischen Gebieten des südlichen Kalifornien enthielt jeder fünfte untersuchte Kothaufen eines Kojoten Überreste von Katzen, in New York war es hingegen nur jeder zwanzigste.

## Fortpflanzung und Entwicklung
Kojoten haben eine Tragzeit von etwa 60 Tagen und bringen in einem Wurf durchschnittlich vier bis sechs Welpen zur Welt, meist Ende April oder Anfang Mai. Die mittlere Lebenserwartung in freier Wildbahn beträgt sechs bis acht Jahre, das maximale Alter 14,5 Jahre. Beide Elternteile helfen bei der Fütterung der Welpen. Im Herbst suchen sich die Jungen ihr eigenes Jagdgebiet, meist innerhalb von 15 Kilometern. Im Alter von einem Jahr sind sie geschlechtsreif.
Kojoten und Haushunde sind untereinander fruchtbar. Es kommt gelegentlich zu solchen Paarungen zwischen verwilderten Hunden und Kojoten; die daraus entstehenden Hybride werden in Nordamerika Coydogs genannt. Es kommt aber auch vor, dass viele dieser Coydogs lediglich besonders große Kojoten sind und daher verwechselt werden. Ebenso ist es zu Paarungen von Kojoten und Rotwölfen gekommen. Ob es in freier Wildbahn zu einer Paarbildung des eigentlichen Wolfs mit dem Kojoten kommen kann, ist umstritten, denn Kojoten gehören zur Jagdbeute des Wolfs. Doch wird auch vom Coywolf berichtet, der deutlich aggressiver ist als der Kojote. Vermutlich sind auch der Rotwolf und der sogenannte Eastern timber wolf (eine Unterart des Grauwolfs), die beide kleiner sind als dieser, Hybriden aus Kojote und Wolf. Jedenfalls weisen sie gegenüber dem Kojoten keine langen getrennten genetischen Entwicklungslinien auf, was durch (regional unterschiedlich starke) Einkreuzung überlagert wird.

## Gefährdung und Schutz
Der Kojote wird von der International Union for Conservation of Nature and Natural Resources (IUCN) aufgrund seines großen Verbreitungsgebietes als nicht gefährdet (least concern) eingestuft.
Kojoten sind in Nordamerika nicht geschützt. Während der Wolf durch die Nachstellung des Menschen immer seltener wurde, hat der Kojote hiervon profitiert. Der Biologe David George Haskell begründet dies unter anderem damit, dass europäische Siedler eine kulturbedingte Ablehnung gegenüber dem Wolf hatten. Gleichzeitig überformten die europäischen Siedler die nordamerikanische Landschaft in einer Weise, die dem Wolf das Überleben in diesen Regionen erschwerten. In der Folge kam es in großen Regionen Nordamerikas zu einer vollständigen Ausrottung der Art oder zur Hybridisierung. Der anpassungsfähigere Kojote rückte in die vom Wolf nicht mehr besetzten Habitate nach und hat diese Art an der Spitze der Nahrungskette vielerorts abgelöst. Der Kojote bildet größere Rudel und wird im neu besiedelten Osten Nordamerikas auch durchschnittlich größer als im Westen. Welche Auswirkungen die Einwanderung des Kojoten im Osten Nordamerikas hat, ist nach Ansicht Haskells nicht abzuschätzen: 

„Kojoten haben den Bestand an Waschbären, Opossums und – zur Verärgerung von Katzenhaltern – auch den von Katzen reduziert. Diese Reduktion kleiner Raubsäuger hatte einen unerwarteten positiven Effekt auf Vögel. Gebiete, in denen Kojoten vorkommen, sind für Singvögel sicherere Orte, um Nester zu bauen und Nachwuchs groß zu ziehen. Die Hinzufügung des Kojoten zum Wildtierbestand des [östlichen] Waldes lässt nichts unberührt. Er macht das Leben sicherer für die Beutetiere seiner Beutetiere, aber zweifellos ist dies nicht seine einzige Wirkung. Der Kojote tanzt über die gesamte Nahrungskette. Er frisst Früchte, er frisst die Nagetiere, die Früchte fressen, und er frisst den Waschbären, der Früchte und Nagetiere frisst – darum ist die ökologische Wirkung des [eingewanderten] Kojoten schwer abzuschätzen. Ist die Verbreitung von Pflanzensamen dadurch gefördert oder eingeschränkt? Wie wird sich der Zeckenbestand verändern mit weniger Mäusen, aber mehr Vögeln?“

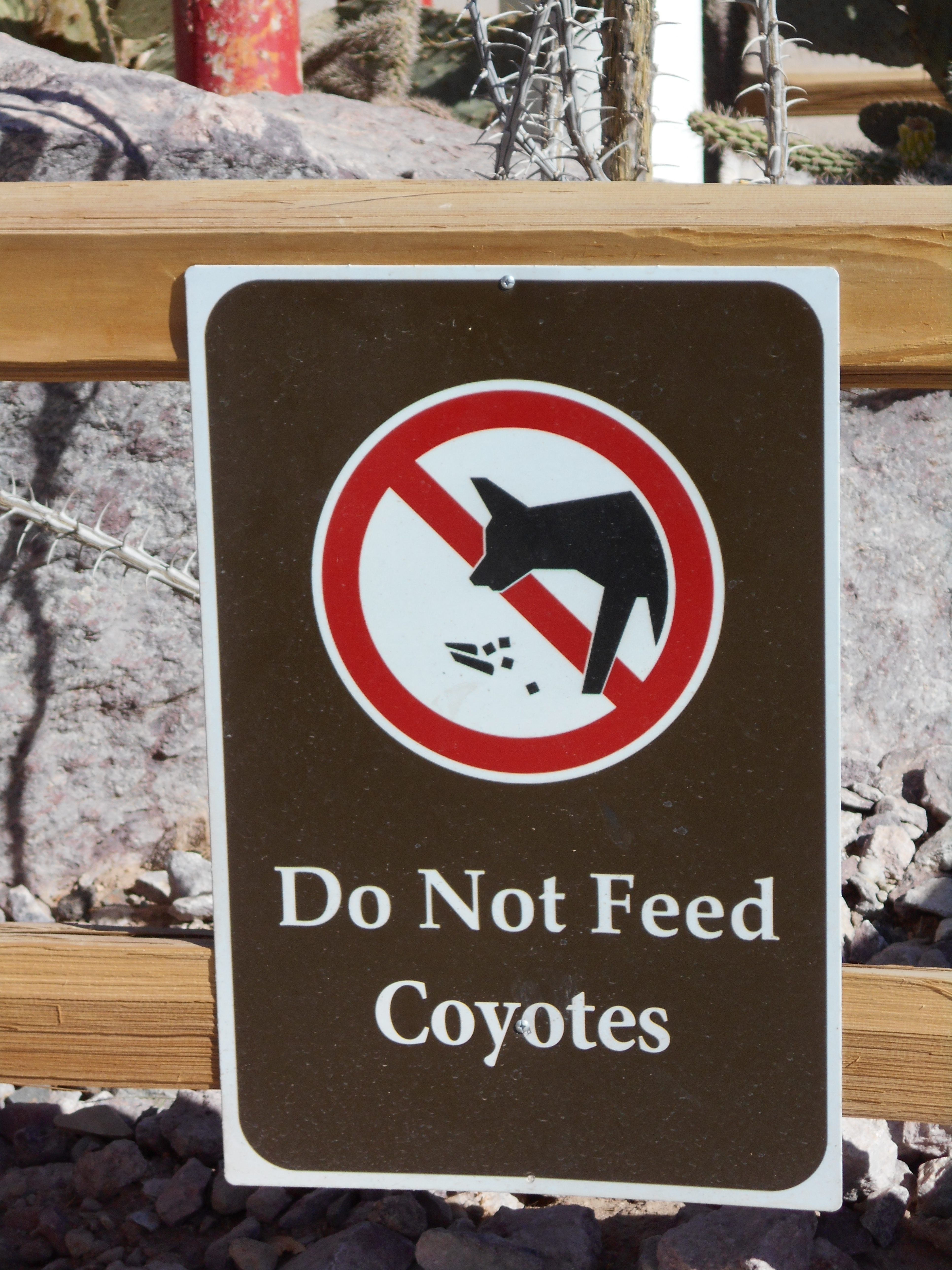
Hinweisschild: „Kojoten nicht füttern“, Pima County, Arizona

Der Nordosten Nordamerikas wurde von Kojoten in den 1930er und 1940er Jahren besiedelt. In den 1950er Jahren begann die Art, ihre Verbreitungsgrenze immer weiter nach Süden auszudehnen. In Florida wurden Kojoten erstmals in den 1980er Jahren gesichtet. Auch durch massenhafte Jagd konnte die Art in ihrem gesunden Bestand nicht gefährdet werden. Kojoten besiedeln als Kulturfolger zunehmend amerikanische Großstädte, wo sie sich in der Regel von menschlichen Abfällen ernähren. So wurde im April 2006 als letzte amerikanische Metropole auch Washington D.C. vom Kojoten „erobert“. Im März des Jahres 2006 sorgte ein Kojote im New Yorker Central Park für Aufsehen. In Chicago haben Forscher beobachtet, dass Kojoten Ansätze zu einem „Verständnis“ der Straßenverkehrsordnung zeigen: Beim Überqueren von Einbahnstraßen schauen sie nur in eine Richtung nach entgegenkommenden Fahrzeugen, bei mehrspurigen Straßen nutzen sie den Mittelstreifen als Zwischenhalt.

## Kojoten in der Kultur
- In der Mythologie vieler nordamerikanischer Indianerstämme nimmt der Kojote eine zentrale Rolle ein. Er wird meist als listiger Trickster dargestellt.
- In den Cartoons Road Runner und Wile E. Coyote ist der Kojote als stets hungrig und vom Pech verfolgt dargestellt. Den Road Runner fängt er nie. Wegekuckucke werden tatsächlich wohl selten von Kojoten erbeutet. Jedoch sind Kojoten etwa doppelt so schnell wie sie.[18]
- Der Aktions-Künstler Joseph Beuys hat einen Kojoten in seine Aktion I like America and America likes Me einbezogen.
- Die Rockband Modest Mouse veröffentlichte ein Video, in dem ein Kojote mit der Straßenbahn durch Portland fährt, inspiriert von einer wahren Begebenheit.[19]

## Evolution und Systematik
Der Kojote wird der Gattung der Wolfs- und Schakalartigen (Canis) als Canis latrans zugeordnet. Dabei werden neben der Nominatform Canis latrans latrans weitere 18 Unterarten unterschieden.
Im Rahmen der Vorstellung der Genomsequenz des Haushundes wurde von Lindblad-Toh et al. 2005 eine phylogenetische Analyse der Hunde (Canidae) auf der Basis molekularbiologischer Daten veröffentlicht. Der Kojote wird dabei dem Wolf (Canis lupus) und dem Haushund (Canis lupus familiaris) als Schwesterart gegenübergestellt. Die Schwesterart dieses Taxons wiederum ist der Goldschakal (Canis aureus). Im Rahmen dieser Darstellung wurde die Monophylie der Wolfs- und Schakalartigen (Gattung Canis) angezweifelt, da der Streifenschakal (Canis adustus) und der Schabrackenschakal (Canis mesomelas) Schwesterarten als basalste Arten allen anderen Vertretern der Gattung sowie zusätzlich dem Rothund (Cuon alpinus) und dem Afrikanischen Wildhund (Lycaon pictus) gegenübergestellt werden. Der Schabrackenschakal und der Streifenschakal sind deshalb in die Gattung Lupulella verschoben worden, damit Canis als monophyletische Gattung Bestand hat.

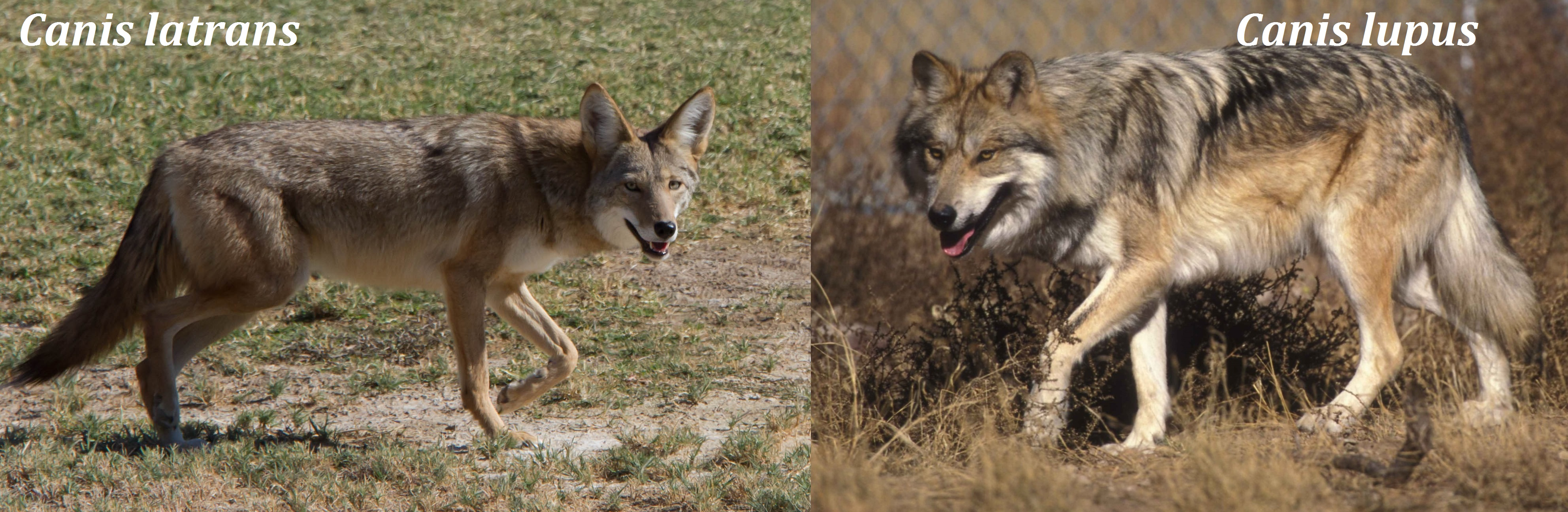
Kojote (links) und Wolf (rechts)